# Alumínio Brasileiro
Alumínio Brasileiro (Albras) ist ein Joint Venture zwischen Norsk Hydro (51 %) und Nippon Amazon Aluminium Co. Ltd. (NAAC) (49 %). Das Unternehmen betreibt in Brasilien nahe der Stadt Barcarena, Bundesstaat Pará eine Aluminiumhütte mit einer Kapazität von 460.000 t Primäraluminium pro Jahr. 2013 wurden 443.866 t Aluminium produziert.
Albras erzielte 2008 einen Umsatz von 1,192 Mrd. USD und einen Gewinn vor Steuern in Höhe von 148 Mio. USD. 2009 fiel der Umsatz auf 718 Mio. USD und der Gewinn vor Steuern auf 54 Mio. USD, als der Preis für Aluminium von über 3.000 USD je Tonne auf unter 1.500 USD je Tonne zurückging.

## Geschichte
Das Unternehmen wurde im Oktober 1974 gegründet. Mit den Bauarbeiten für das Aluminiumwerk wurde 1981 begonnen. Die Produktion startete im Juli 1985 und erreichte im Dezember 1986 eine Kapazität von 320.000 t pro Jahr. Bis Dezember 2001 wurde die Kapazität auf die gegenwärtigen 460.000 t erhöht.
Im Februar 2011 übernahm Norsk Hydro von dem brasilianischen Unternehmen Vale den Geschäftsbereich Aluminium. Dies schloss die Beteiligung von Vale an Albras ein.

## Aluminiumwerk
Koordinaten: 1° 33′ 29″ S, 48° 44′ 10″ W
Das Aluminiumwerk liegt nahe der Stadt Barcarena, Bundesstaat Pará, am südlichen Ufer der Baía de Marajó. Ungefähr 20 km östlich befindet sich die Hauptstadt des Bundesstaates Pará, Belem.
Das Aluminiumoxid wird aus dem direkt neben der Aluminiumhütte liegenden Aluminiumoxidwerk von Alunorte geliefert. Der Preis für das Aluminiumoxid lag am 31. Dezember 2009 bei 297 USD je Tonne. Der Strom wird vom Wasserkraftwerk Tucuruí des Stromversorgers Eletronorte bezogen.
Ein Teil des erzeugten Aluminiums (50.000 t) geht an den Kabelhersteller Alubar, der sich ebenfalls in unmittelbarer Nähe der Aluminiumhütte befindet.
In dem Werk arbeiten 1.200 Beschäftigte sowie 400 Arbeiter mit Langzeitverträgen.